# これで家族
『これで家族』（-かぞく）は、西ゆうじ作・杉江雅巳画による漫画、及び、それを原作にしたテレビドラマ。漫画は週刊漫画サンデー（実業之日本社）に連載された。単行本はマンサンコミックス（実業之日本社）から全2巻で刊行された。

## あらすじ
里佳子は短大卒業後、親の反対を押し切り一人暮らしをしながら派遣OLをしていた。他の女子社員の嫌がらせに腹を立てた里佳子は派遣先の会社に辞表を提出。失業で気が立っていた里佳子は、カメラマンの夏彦にカメラを向けられ、フィルムを奪おうとしてカメラを壊してしまう。

## テレビドラマ
1997年12月1日から1998年1月30日にTBS系列の昼ドラマ枠「ドラマ30」にて放送された。CBC制作。放送時間は月曜から金曜の13:30-14:00（JST）。全8週、40回。設定は、里佳子がデパート店員だったことや、最終回で里佳子と源太郎が結婚するなどある程度オリジナル性が高い作品になっている。

### キャスト
- 里佳子 - 濱田万葉
- 源太郎 - 秋野太作
- 夏彦 - 遠藤直人
- 隆三 - 坂本あきら
- 紀子 - 山口美也子
- 藤田 - 山本年元
- 田丸 - 重松収
- タネ - 三條美紀
- 静恵 - 岡本麗
- 相川裕滋
- 秋山菜津子
- [1][2]

### スタッフ
- 脚本 - 関根俊夫、いずみ玲[1]、金井寛[2]
- 演出 - 九鬼通夫[1]
- プロデューサー - 冨永晃一、安東多紀[2]
- ディレクター - 九鬼通夫、冨塚博司、小森耕太郎[2]
- 主題歌 - 「つかずはなれず、恋知れず」SINCERE[注釈 1]
- 制作 - 中部日本放送
- 著作 - テレパック[注釈 2]

| MBS・CBC 平日13時台後半（ドラマ30枠） | MBS・CBC 平日13時台後半（ドラマ30枠）        | MBS・CBC 平日13時台後半（ドラマ30枠）       |
| 前番組                                | 番組名                                       | 次番組                                      |
| ------------------------------------- | -------------------------------------------- | ------------------------------------------- |
| 命燃えて （1997年9月29日 - 11月28日） | これで家族 （1997年12月1日 - 1998年1月30日） | 車いすの金メダル （1998年2月2日 - 3月27日） |